# Пенсакола (планина)
Планината Пенсакола (на английски: Pensacola Mountains) е планина, разположена в Западна Антарктида, Земя кралица Елизабет и е част от Трансантарктически планини. Простира се на 450 km от североизток на югозапад между 81°30’ и 85° ю.ш. и 40° и 70° з.д., южно от големия шелфов ледник Филхнер. Изградена е основно от карбонатни и въглености породи с палеозойска и мезозойска възраст. Състои се от отделни, разпръснати и издигащи се над ледниковия щит хребети, масиви и нунатаки: хребети – Аржентина (878 m, 82°20′ ю. ш. 42°00′ з. д. / 82.333333° ю. ш. 42° з. д.), Форестал (1028 m, 83°00′ ю. ш. 49°30′ з. д. / 83° ю. ш. 49.5° з. д.), Нептун (2150 m, 83°30′ ю. ш. 56°00′ з. д. / 83.5° ю. ш. 56° з. д.) и Патуксен (84°40′ ю. ш. 64°30′ з. д. / 84.666667° ю. ш. 64.5° з. д.); масиви – Дуфек (2030 m, 82°40′ ю. ш. 52°30′ з. д. / 82.666667° ю. ш. 52.5° з. д.); нунатаки – Кординер (1254 m, 82°50′ ю. ш. 53°30′ з. д. / 82.833333° ю. ш. 53.5° з. д.) и Рамбо (963 m, 84°00′ ю. ш. 66°20′ з. д. / 84° ю. ш. 66.333333° з. д.).
Планината е открита на 13 януари 1956 г. по време на разузнавателен полет на американска антарктическа експедиция и е наименувана в чест на град Пенсакола във Флорида. По-късно е извършено мащабно аирофотозаснемане, на бозата на което е топографски картирана.
- Топографска карта на масива Дуфек и нунатаките Кординер
- Топографска карта на масива Дуфек и хребета Форестал
- Топографска карта на хребета Аржентина
- Топографска карта на нунатаките Рамбо
- Топографска карта на хребета Нептун